# Aural Planet
Az Aural Planet 1997 és 2004 között aktív lengyel elektronikus zenei együttes volt. Stílusuk változó, általában az ambient és a trance között oszcillált.

## Története
Az egyik legelső lengyel ambient/trance együttes; 1997-ben alapította Adam Skorupa, Radosław Kochman, Konrad Gmurek, és Jacek Dojwa, akik már az 1990-es évek elejétől aktívak voltak a demosceneben. Zenéjük több elektronikus stílus között váltakozott, legtöbb albumukra a space ambient vagy az industrial ambient jelzőt alkalmazták, de készítettek klasszikus goa trance lemezt is (Part 2). Egyik legismertebb számuk a Hydropoetry Cathedra, mely hangulatos szintetizátorjátékot, downtempo ütemet, lassú áramlású víz csobogását, és angyali éneket ötvöz.
Lemezeiket a Flow Records, Iboga, Spirit Zone adták ki. Több számuk felkerült a francia Ultimae Records által készített válogatásalbumokra; ezen felül több, mint 30 videójátékban és multimédia termékben használták fel zenéjüket.
2004-ig voltak aktívak. Adam Skorupa később a The Witcher videójáték-sorozat zeneszerzőjeként vált ismertté, Radosław Kochman pedig megalapította a Sundial Aeont, mely részben az Aural Planet örökségét vitte tovább.

## Tagok
- Adam Skorupa (Scorpik)
- Radosław Kochman (Raiden)
- Konrad Gmurek (KeyG)
- Jacek Dojwa (Falcon)

## Diszkográfia
- Lightflow (1997)
- Part 2 (2000)
- 5EX Engine (2002)
- Power Liquids (2003)
- Acoustic Plantation Releases (válogatás, 2004)
- Reworked (remixek, 2004)